# Cameron (Oklahoma)
Cameron è un comune degli Stati Uniti d'America, situato nello Stato dell'Oklahoma, nella Contea di Le Flore.